# Ancylus
Ancylus é um género de gastrópode  da família Ancylidae.
Este género contém as seguintes espécies:
- Ancylus aduncus A. Gould, 1847
- Ancylus alutae Jekelius, 1932†
- Ancylus ashangiensis D. S. Brown, 1965
- Ancylus benoitianus Bourguignat, 1862
- Ancylus boettgeri Zinndorf, 1901†
- Ancylus bourgeoisi Deshayes, 1863†
- Ancylus boyeri Noulet, 1868†
- Ancylus braunii Dunker, 1853†
- Ancylus capuloides Jan, 1838
- Ancylus cestasensis Peyrot, 1933†
- Ancylus depressus Deshayes, 1824†
- Ancylus dumasi Fontannes, 1884†
- Ancylus elegans J. de C. Sowerby, 1826†
- Ancylus expansilabris Clessin, 1880
- Ancylus fluviatilis O. F. Müller, 1774
- Ancylus hamacenicus Bourguignat, 1883
- Ancylus hungaricus Brusina, 1902†
- Ancylus lapicidus Hubendick, 1960
- Ancylus lyelli Maillard, 1892†
- Ancylus moravicus Rzehak, 1893†
- Ancylus naumiensis Glöer & Pešić, 2023
- Ancylus parmophorus De Stefani, 1880†
- Ancylus pileolus A. Férussac, 1822
- Ancylus recurvus E. von Martens, 1873
- Ancylus regularis D. S. Brown, 1973
- Ancylus saucatsensis Peyrot, 1933†
- Ancylus scalariformis Stankovič & Radoman, 1953
- Ancylus serbicus Brusina, 1893†
- Ancylus striatus Quoy & Gaimard, 1834
- Ancylus subcircularis Clessin, 1880
- Ancylus subcostatus Benoist, 1873†
- Ancylus tapirulus Poliński, 1929